# Championnat de Lituanie de baseball
Le championnat de Lituanie de baseball se tient depuis 1993. Il réunit l'élite des clubs lituaniens sous l'égide de la Fédération lituanienne. Le tenant du trophée est le Lituanica Kaunas.
Le champion prend part à l'European Cup Qualifier, phase qualificative pour la Coupe d'Europe de baseball.

## Histoire
Un premier championnat est organisé en 1922 par Steponas Darius, un lituanien ayant vécu à Chicago.
L'actuelle compétition est mise en place en 1988. 
En 2010, la finale du championnat met aux prises le Lituanica Kaunas et le Juodasis vikingas Vilnius, au meilleur des cinq matchs. Trois seulement sont nécessaires à Lituanica pour s'assurer d'un onzième titre national (12-2, 8-0 et 10-3).

## Clubs de la saison 2011
- BK Vilnius
- Juodasis vikingas Vilnius
- Lituanica Kaunas
- LKKA-Lituanica Kaunas
- Sporto Vilkai Vilnius
- Vetra Utena

## Palmarès
| - 1922 : LFLS Kaunas - 1988 : Auda Kaunas - 1989 : Auda Kaunas - 1990 : Juodasis vikingas Vilnius - 1991 : Juodasis vikingas Vilnius - 1992 : Juodasis vikingas Vilnius - 1993 : Klevas Vilnius - 1994 : Lituanica Kaunas - 1995 : Klevas Vilnius - 1996 : Juodasis vikingas Vilnius - 1997 : Juodasis vikingas Vilnius - 1998 : Lituanica Kaunas |  | - 1999 : Juodasis vikingas Vilnius - 2000 : Juodasis vikingas Vilnius - 2001 : Juodasis vikingas Vilnius - 2002 : Lituanica Kaunas - 2003 : Lituanica Kaunas - 2004 : Juodasis vikingas Vilnius - 2005 : Lituanica Kaunas - 2006 : Lituanica Kaunas - 2007 : Lituanica Kaunas - 2008 : Juodasis vikingas Vilnius - 2009 : Lituanica Kaunas - 2010 : Lituanica Kaunas |